# Rudra vina

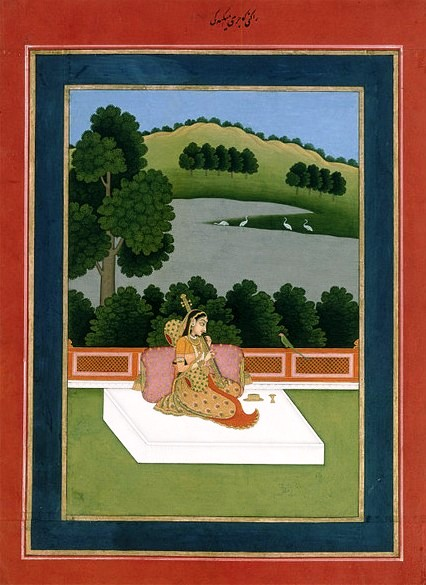
Mujer tocando una rudra vina, según una pintura bengalí del siglo XVIII.

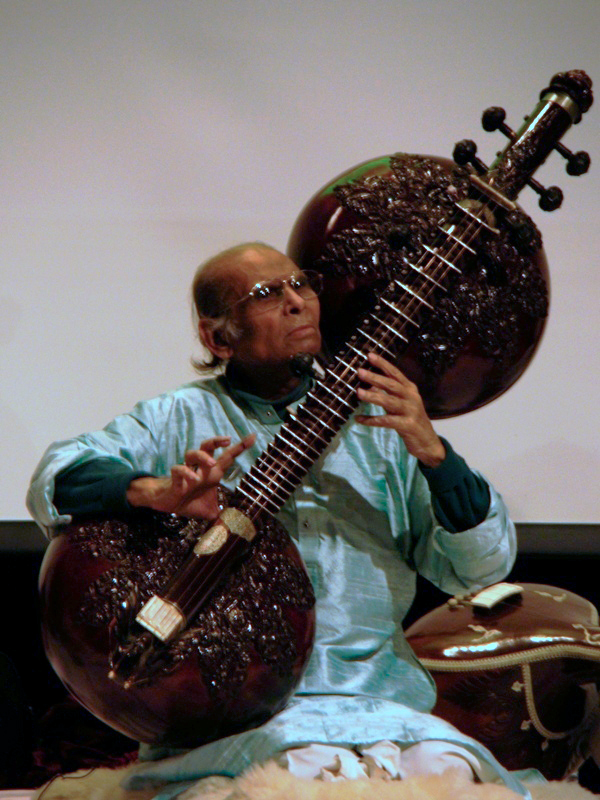
Asad Ali Khan.

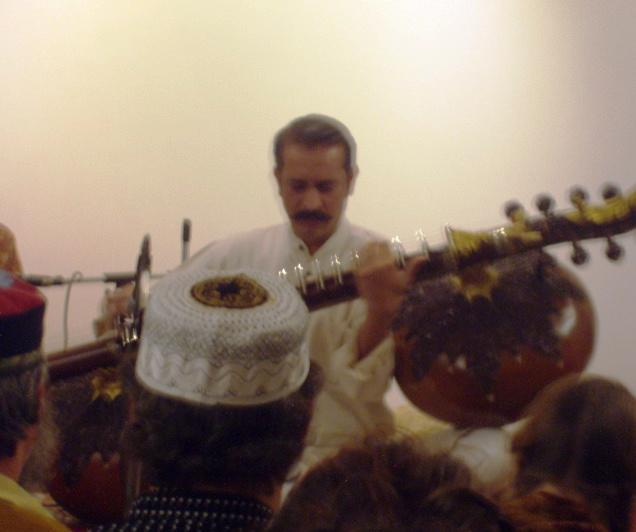
Bahauddin Dagar.

La rudra veena es un instrumento de cuerda pulsada usado en la música clásica indostaní.  Tiene un cuerpo tubular largo con rango de entre 54 y 62 pulgadas, hecho de madera o bambú. Dos resonadores grandes y redondos, hechos de calabazas secadas y ahuecadas, son adheridas al tubo. Posee 24 trastes de maderas fijados al tubo con cera. 
La rudra vina declinó en popularidad debido a la introducción del surbahar en los comienzos del siglo XIX que permitió a los artistas de sitar presentar las secciones alap de los ragas de estilo dhrupad lento.
Entre los maestros más conocidos de este instrumento se encuentran:
- Asad Ali Khan
- Bahauddin Dagar
- Zia Mohiuddin Dagar, uno de los notables exponentes del siglo XX. Modificó y rediseñó el instrumento usando calabazas más grandes, un tubo más grueso, cuerdas de acero más gruesas y
- Shamsuddin Faridi Desai
- Lalmani Misra, quien modificó el instrumento para obtener 22 srutis (1/22 de octava, casi igual a un cuarto de tono).

(de 0.45-0.47 mm).
- Binkar Suvir Misra.
- Bindu Madhav Pathak.